# ヨアヒム・ハインリヒ・カンペ

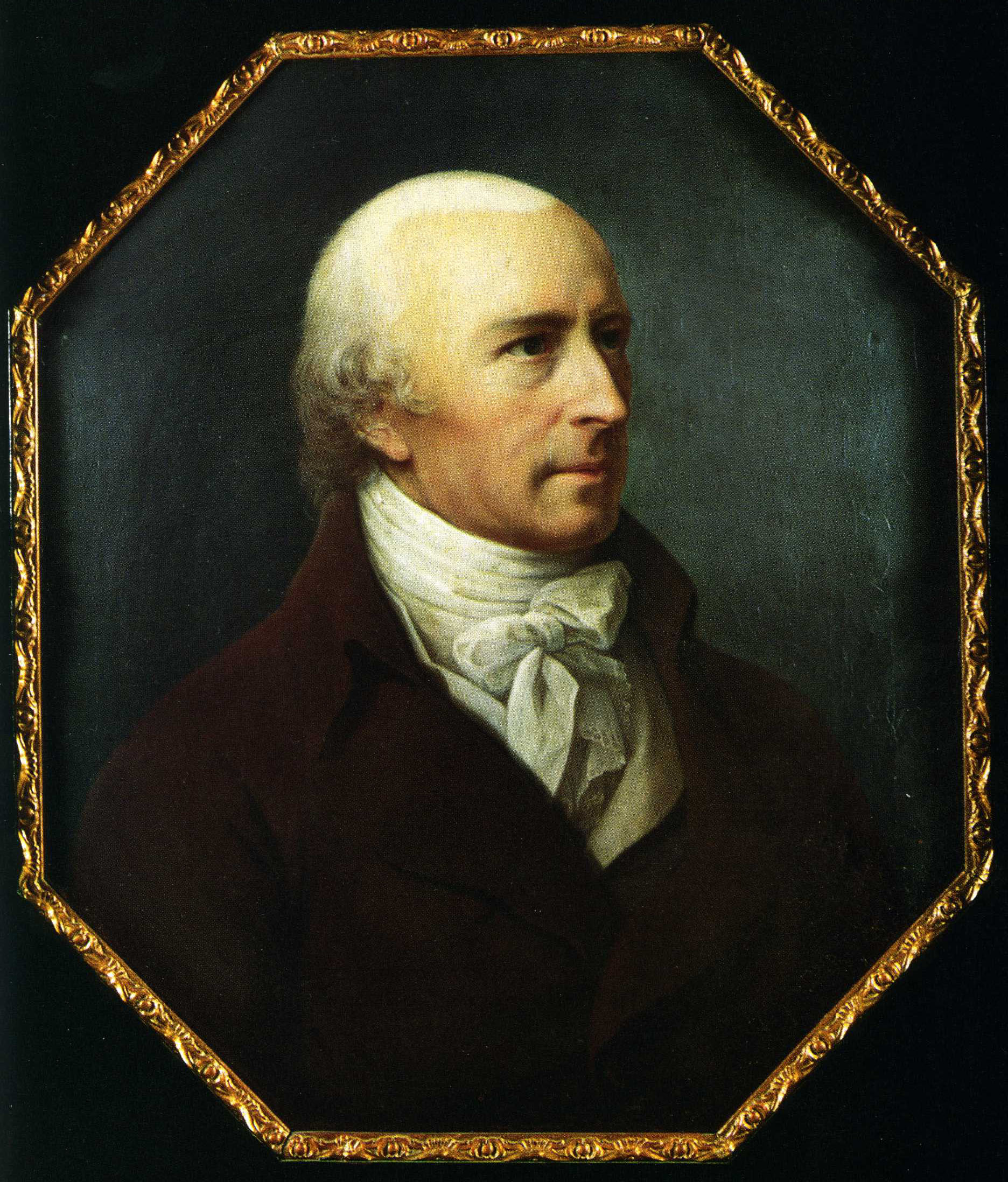
Jochim Heinrich Campe
(date and artist unknown)

ヨアヒム・ハインリヒ・カンペ（Joachim Heinrich Campe、1746年6月29日 - 1818年10月22日）は、ドイツの作家で、言語学者、教育者、出版者であった。彼は慈善活動とドイツの啓蒙時代を代表する人物であった。

## 生涯
カンペは1746年6月29日、商人のブルヒャルト・ヒルマー・カンペと説教師の娘アンナ・マルガレータ・カンペ（旧姓ゴスラー）の子として生まれ、ニーダーザクセン州デーンゼン村で育った。 1760年から1765年にかけて近隣のホルツミンデンにある修道院付属学校に通った後、奨学金を得てヘルムシュテットでプロテスタント神学を学ぶ。啓蒙キリスト教の思想が正統派神学者から批判されていた教師ヴィルヘルム・アブラハム・テラーを支持したため、カンペは奨学金を失った。その後、ヘルムシュテットを離れ、ハレで神学の研究を続け、別の批判的神学者ヨハン・サロモ・ゼムラーの講義を聴いた。

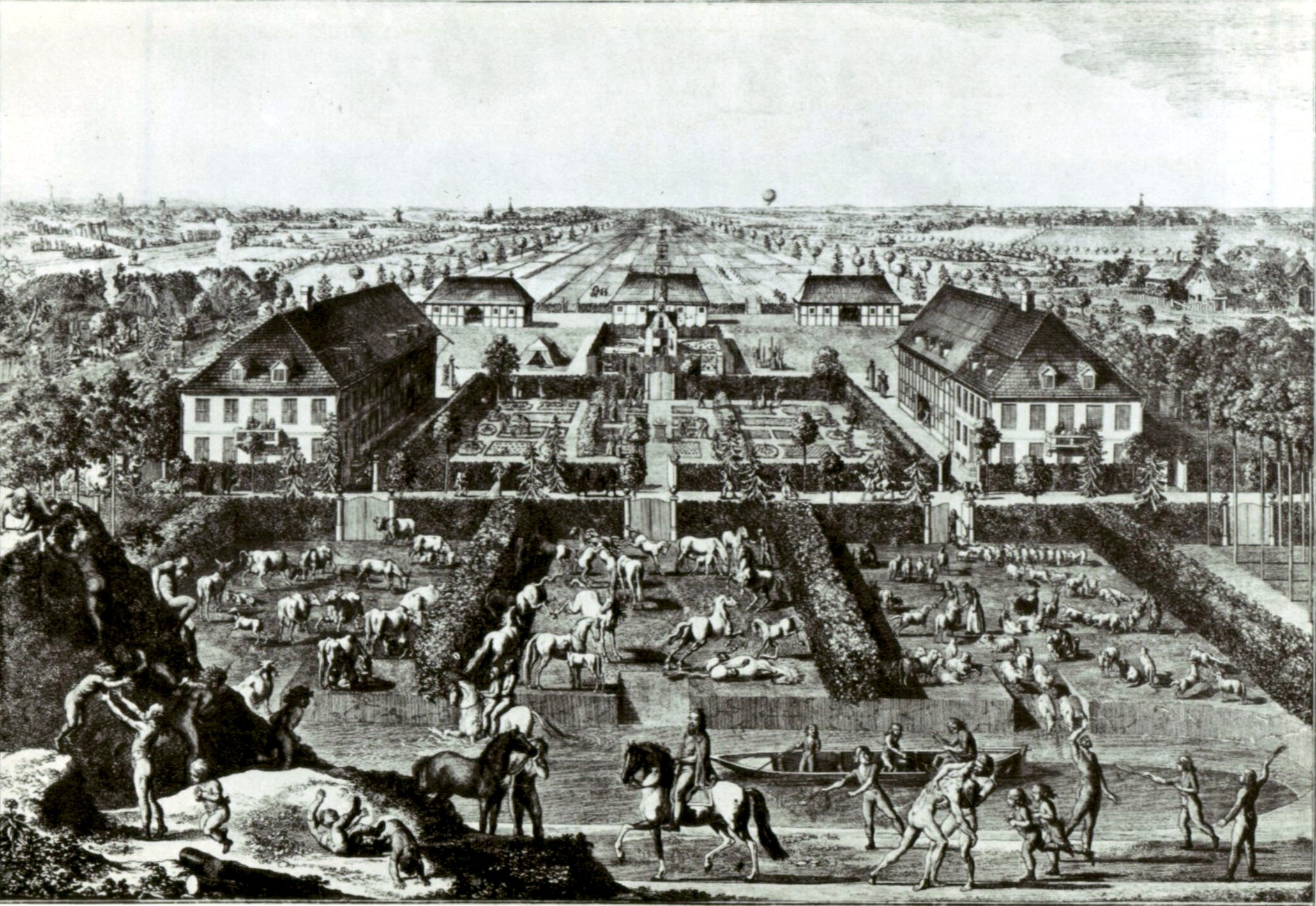
ハンブルクのハマー・ダイヒにあるカンペの教育施設の理想像、ダニエル・チョドヴィエツキによる銅版画

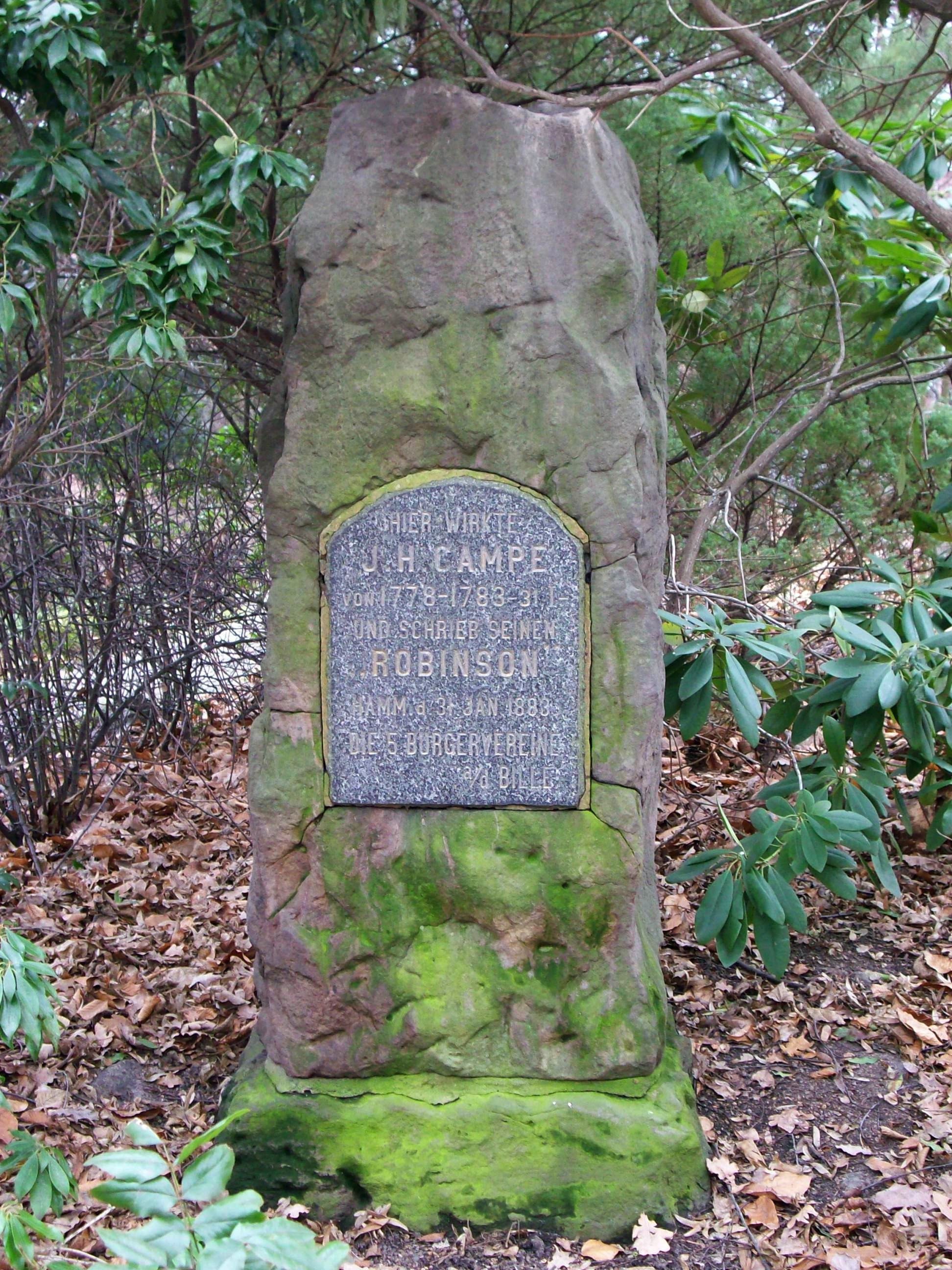
ハンブルク、ハンマー公園の記念碑：J.H.カンペは1778年から1783年までここで働き、ロビンソンを書いた。Hamm, 31 Jan. 1883: 5つの市民団体 a/d Bille. この石碑は、当初ハマー・ダイヒのカンペの家の前、後にカンペシュトラーセとロビンソン通りの角に建てられ、第二次世界大戦でスュッド・ハムが破壊された後、現在の場所に移された。

学業を終えた後、カンペはベルリンに移り、フンボルト家の家庭教師となった。1773年にポツダムで説教師を務め、プロイセン皇太子の教育プログラムを作成する任務を与えられた後、テーゲルに戻り、短期間アレクサンダーとヴィルヘルム・フォン・フンボルトの家庭教師を務めた。その後も2人とは連絡を取り合っていた。 この間、彼は1773年にドロテア・マリア・ヒラーと結婚した。 1774年に彼らの一人っ子シャーロットが生まれました。
デッサウ公フランツの要請により、カンペはデッサウのヨハン・ベルンハルト・バゼドウの教育機関、汎愛学院に参加した。意見の相違により、カンペは1年も経たないうちに退学し、ハンブルクに行き、家族をモデルにした独自の教育機関を設立した。家庭教師の傍ら、作家としても活動し、子供向けの作品を数冊出版した。彼の『少年ロビンソン』は1779/80年に出版され、三部作『アメリカへの到達』は1781/82年に続いた。この時期のもう一つの成果は、カンペが編集した16巻からなる『学校と教育制度の総括的見直し』（1785-1791）で、教育文献の最も完全で洗練された標準書となることを目指していた。
他のテキストの中には、ジョン・ロックの『教育に関する考察』（1693年）とジャン＝ジャック・ルソーの『エミール、あるいは教育について』（1762年）の注釈付き翻訳が含まれている。4年後、カンペはより多くの時間を執筆に充てるため、自身の教育機関をエルンスト・クリスティアン・トラップに譲った。
1786年、カンペはブラウンシュヴァイク＝ヴォルフェンビュッテル公爵カール・ヴィルヘルム・フェルディナンドに招かれ、トラップやヨハン・シュトゥーベとともにブラウンシュヴァイクの学校制度を改革した。彼の提案は保守派の反対に遭い却下されたが、彼は留まり、1787年に自身の出版社、ブラウンシュヴァイク学校出版局を設立した。
特にカンペ自身の作品のおかげで、学校出版局は経済的に非常に成功し、1808年に彼は義理の息子のフリードリヒ・ヴューエクにそれを譲った。
1789年のフランスの政治運動に興味をそそられたカンペは、かつての弟子であるヴィルヘルム・フォン・フンボルトとともにパリへ旅した。カンペは国民議会の会議に立ち会い、多数決で貴族と聖職者の特権が剥奪された。しかし、フランス革命に対する彼の共感と、1792年にジョージ・ワシントンやフリードリヒ・シラーらとともにフランス名誉市民権を与えられたことで、国内の多くの人々に歓迎されなかった。
晩年、カンペはドイツ語に時間を費やした。彼の言語純粋主義は、例えば借用語のドイツ語訳を見つけたり、ドイツ語辞書を編纂したりしたことに表れている。この言語的試みは、一般の人々が理解できる言葉に焦点を当てることで人々を啓蒙し社会を変えたいというカンペの願いと関係があると考える者もいる。また、ドイツ語に焦点を当てたことを愛国的な試みと見る伝記作家もいる。

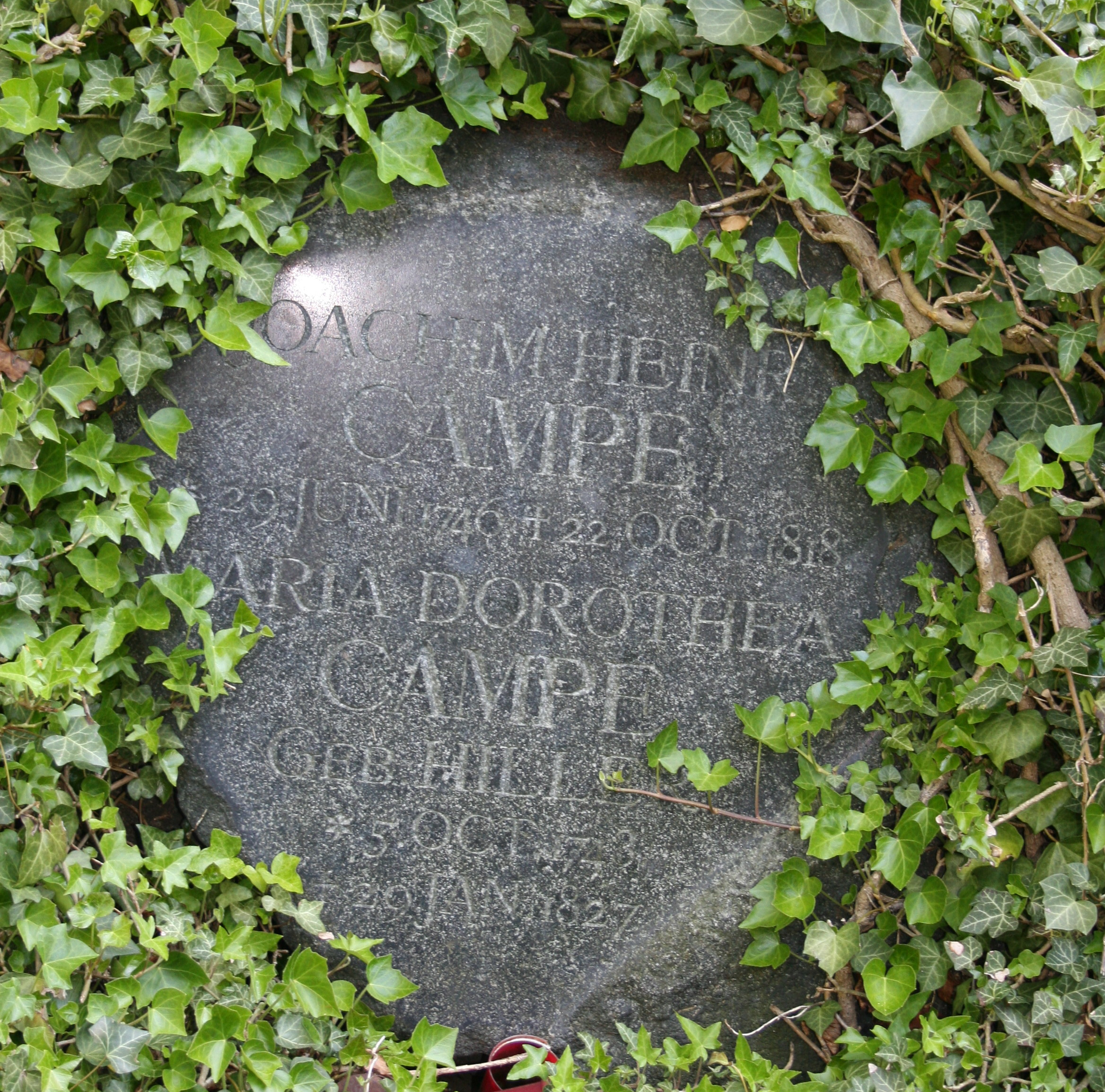
ブラウンシュヴァイクのマグニ墓地にあるヨアヒム・フリードリヒ・カンペの墓

彼は1818年10月22日に、ブラウンシュヴァイクで72歳で亡くなった。

## 児童文学作家
カンペは、クリスティアン・フェリックス・ヴァイゼやクリスティアン・ゴットヒルフ・ザルツマンといった作家とともに、現代の意図的または特定の児童・青少年文学の創始者の一人に数えられている。彼は、特定の年齢層に向けた、教育的で楽しい一連の児童・青少年向け作品を創作した。
彼の出版物は、アルファベットの本から、翻訳された旅行記や自作の旅行記のコレクション、少年少女向けの指導書や行動規範の本まで多岐にわたっている。
おそらく彼の最も有名な作品は、ダニエル・デフォーの『ロビンソン・クルーソー』（1719年）を、ルソーの『エミール』の示唆に基づいて自由に翻案した『少年ロビンソン』（1779/80年）だろう。ラインハルト・シュタッハにとって、ロビンソンはカンペの運命であり、ウィンフレッド・カミンスキーにとっては博愛主義教育の頂点を示している。
この本は非常に人気を博し、19世紀には100回以上出版された。1781/82年に英語で『小ロビンソン』として翻訳され、他の多くのヨーロッパ言語や非ヨーロッパ言語にも翻訳された。多くの言語で、これは最初に出版された児童書であった。
ロビンソンの後、カンペは『アメリカ展望』（1781/82）を出版した。これは児童文学から青少年文学への移行を示すものであり、青少年文学をジャンルとして定義するのにも役立った。

## 言語の多様性
カンペは外国語の翻訳を約11,500種類作成し、そのうち約300種類が現在も残っている。その中には次のようなものがある。
- altertümlich (for antik) - 古い
- Erdgeschoss (Parterre) - 地階（日本語で言う、建物の一階）
- Esslust (Appetit) - 食欲
- Feingefühl (Takt) - 感受性
- fortschrittlich (progressiv) - 進歩的
- herkömmlich (konventionell) - 慣習的
- Hochschule (Universität) - 大学
- Lehrgang (Kursus) - 課程
- Randbemerkung (Glosse) - 余談
- Streitgespräch (Debatte) - 論争
- tatsächlich (faktisch) - 事実上
- Voraussage (Prophezeiung) - 予言
- Wust (Chaos) - 混乱
- Zerrbild (Karikatur) - カリカチュア

残らなかった翻訳には以下のようなものがあった。
- Zwangsgläubiger (Katholik) - カトリック
- Freigläubiger (Protestant) - プロテスタント
- Heiltümelei (Reliquie) - 聖遺物
- Menschenschlachter (Soldat) - 兵士
- Meuchelpuffer (Pistole) - ピストル

## 著作
- Philosophische Gespräche über die unmittelbare Bekanntmachung der Religion und über einige unzulängliche Beweisarten derselben (1773)
- Allgemeine Revision des gesamten Schul- und Erziehungswesens von einer Gesellschaft praktischer Erzieher (1785-1792)
- Briefe aus Paris (1790)
- Geschichte der französischen Staatsumwälzung (1792)
- Wörterbuch der deutschen Sprache (1807 ff.)

## 児童、青少年向け図書
- Kleine Kinderbibliothek (1779-1784)
- Robinson der Jüngere (1779/80)
- Kleine Seelenlehre für Kinder (1780)
- Die Entdeckung von Amerika (1781/82)
- Theophron oder Der erfahrne Rathgeber für die unerfahrne Jugend (1783)
- Erste Sammlung interessanter und durchgängig zweckmäßig abgefasster Reisebeschreibungen für die Jugend (1785-1793, 12 volumes)
- Väterlicher Rath für meine Tochter. Ein Gegenstück zum Theophron, der erwachsenen weiblichen Jugend gewidmet (1789)
- Neue Sammlung merkwürdiger Reisebeschreibungen für die Jugend (1802-1806, 7 volumes)

## 英訳されたもの
- Robinson the Younger (1781/82)
- Elementary Dialogues, for the Improvement of Youth (1792)
- Tales and Colloquial Extracts for the Amusement and Improvement of the Mind (1799)
- The Discovery of America; for the Use of Children and Young Persons (1799-1800)
- Polar Scenes, exhibited in the Voyages of Heemskirk and Barenz to the Northern Regions and in the Adventures of four Russian Sailors at the Island of Spitzbergen (1822)